# Гаттака
«Га́ттака» (англ. Gattaca) —  антиутопический триллер 1997 года, дебют новозеландского сценариста Эндрю Никкола в кинорежиссуре. В фильме поднимаются вопросы будущего генетических технологий и их влияния на присущую человеку свободу выбора.
В главных ролях заняты Итан Хоук, Джуд Лоу и Ума Турман. Хоук и Турман после окончания работы над фильмом поженились. Наставника астронавтов сыграл Гор Видал.

## Сюжет
В недалёком прошлом каждый мальчишка мечтал стать космонавтом. В недалёком будущем это может стать реальностью, но с одним маленьким условием — будущему покорителю космоса должно повезти родиться безупречным в генетическом плане человеком, без изъянов, слабостей и несовершенств.
Биотехнологии завтрашнего дня развились до такого уровня, что евгеника перестала считаться спорной теорией и нарушением этических и моральных норм, а разделение на идеальных и обычных людей уже поставлено на поток. Все генетические дефекты и их потенциальные последствия легко расшифровываются, и люди делятся на два социальных класса — «годных» (Valid) и «негодных» (In-valid). Первые получают от общества всемерную поддержку, а вторые оказываются лишёнными наиболее выгодных жизненных перспектив. Как правило, «годные» — результат похода родителей к врачу, где он предлагает им на выбор самые удачные комбинации их генов, чтобы завести ребёнка, — или удачной комбинации генов по воле случая. «Негодные», как правило, результат абсолютно естественного оплодотворения — обычного секса, когда гены родителей сошлись наудачу: поэтому их также называют «божьи дети».
Винсент Фримен (Итан Хоук) — человек второго сорта. Он близорук, имеет врождённый порок сердца, а генетический тест сулит ему всего 30 лет и 2 месяца жизни. Но у Винсента есть мечта — полететь в космос. Ради этого он идёт на сделку с Джеромом Юджином Морроу (Джуд Лоу) — искалеченным «годным», продающим ему свой генетический материал для прохождения тестов. Благодаря чужой крови, моче, волосам и частичкам кожи Винсент умудряется обмануть службу безопасности аэрокосмической корпорации ГАТТАКА, войти в команду рейса на Титан и завести роман с Айрин Кассини (Ума Турман). Он проходит изнурительные тренировки, подвергается болезненной операции, чтобы увеличить рост. Но всё тайное рано или поздно становится явным. Для исполнения своей мечты Винсенту понадобится нечто большее, чем безукоризненные анализы.
В лаборатории, где работает герой фильма, происходит убийство. Подозрение падает на «негодного», чью ресницу находят в вестибюле. Она принадлежит Винсенту (увидев окровавленный труп, тот случайно роняет слезу и, не заметив, ресницу). Однако следы Фримена-настоящего теряются: никто не знает, где его искать и чем он занимается.
Полиция многократно обследует всех сотрудников «Гаттаки» на предмет поиска подозреваемого. Герою удаётся дважды пройти процедуру, в чём ему помогает врач «Гаттаки», имеющий сына-«негодного».
Ситуация осложняется тем, что расследование ведёт брат Винсента, «годный», однако имеющий худшие показатели здоровья, нежели необходимые для службы в космических подразделениях. Винсенту приходится встретиться с братом с глазу на глаз, и между ними вновь вспыхивает юношеская конкуренция, которая когда-то сыграла ключевую роль в жизни главного героя.
Винсенту не удаётся избежать откровенного разговора с братом. Их напряжённый диалог заканчивается заплывом через залив в качестве соревнования — как в детстве, когда Винсент всегда был отстающим. На этот же раз первым сдаётся «годный», потому что Винсент «никогда не оставлял силы на обратный путь». Винсент спасает жизнь обессилевшему брату, и тот, движимый благодарностью, не упоминает Винсента в своем докладе начальству. 
Для Айрин, узнавшей правду, тоже становится потрясением маскарад Винсента, но она не выдаёт героя. Между Айрин и Винсентом происходит напряжённый разговор. Выясняется, что она сама имеет скрытый дефект, о чём рассказывает Винсенту, отказываясь проверить его волосок.
Полёт на Титан на грани срыва, но Винсенту посчастливилось исполнить свою мечту. Буквально перед самым стартом проводят ещё один тест. Винсент, не захвативший с собой нужного генетического материала, вынужден сдать свой собственный анализ. Он понимает, что медицинский компьютер неминуемо разоблачит его. Однако доктор Ламар, давно уже знающий правду о Винсенте, подделывает результаты. Он объясняет это тем, что его «негодный» сын берёт пример с Винсента, и поэтому может в будущем стать космонавтом. Винсент отправляется на Титан. Юджин кончает жизнь самоубийством, предварительно оставив Винсенту достаточный запас биоматериала на случай, если тот вернётся на Землю.

## В ролях
| Актёр           | Роль                    |
| --------------- | ----------------------- |
| Итан Хоук       | Винсент Фримэн / Джером |
| Ума Турман      | Айрин Кассини           |
| Джуд Лоу        | Джером Юджин Морроу     |
| Алан Аркин      | детектив Хьюго          |
| Лорен Дин       | Энтон Фримэн            |
| Гор Видал       | директор Джозеф         |
| Ксандер Беркли  | Ламар                   |
| Эрнест Боргнайн | Цезарь                  |
| Элиас Котеас    | Антонио Фримэн          |
| Джейн Брук      | Мари Фримэн             |
| Тони Шалуб      | Герман                  |
| Блэр Андервуд   | генетик                 |
| Элизабет Денехи | учительница             |

## Съёмочная группа
- Сценарист: Эндрю Никкол
- Режиссёр: Эндрю Никкол
- Продюсеры:
  - Дэнни Де Вито
  - Майкл Шэмберг
  - Стэйси Шер
- Композитор: Майкл Найман
- Оператор: Славомир Идзяк
- Художник-постановщик: Ян Рулфс

## Работа над фильмом
Фильм снят в геометризованных декорациях зданий интернационального стиля 1950-х с использованием цветовых фильтров, на которых оператор Славомир Идзяк начал хорошо специализироваться, работая у Кесьлёвского. По мнению специалистов, будущее в «Гаттаке» представлено как «пятидесятые с новейшими технологиями». Объявления, слышимые в оригинальной версии фильма, делаются на английском языке и эсперанто. Само название «Gattaca» — последовательность нуклеотидов, входящих в ДНК.

## Реакция
Фильм не имел успеха в североамериканском прокате и едва ли даже окупился, но породил дискуссию об опасности конечной цели современных биотехнологий — беспрестанного совершенствования генетических характеристик тех или иных видов. «Гаттака» упоминалась видными генетиками на страницах солидных научных изданий. В январе 2011 года специалисты NASA признали киноленту «Гаттака» самым достоверным с научной точки зрения фильмом, в котором правильно показаны те или иные научные факты и теории.
Фильм получил положительные рецензии ведущих кинокритиков, включая Роджера Эберта.
В 2023 году стало известно о планах Showtime создать основанный на фильме сериал, действие которого разворачивается «спустя поколение» после событий оригинальной ленты.

## Награды и номинации

### Призы
- 1998 — Международный фестиваль фантастических фильмов в Жерармере — приз жюри, приз радиостанции «Fun Trophy»
- 1998 — Международный кинофестиваль Каталонии — лучший фильм; музыка к фильму
- 1998 — Премия кинопроката Германии «Bogey Awards»
- 1998 — Премия Лондонского общества кинокритиков —- сценарист года Эндрю Никкол

### Номинации
- 1998 — «Оскар» — номинирован в категории «Лучшая работа художника» (Ян Рулфс)
- 1998 — «Золотой глобус» — номинирован в категории «Лучшая музыка» (Майкл Найман)